# Iivari Kyykoski
Bert Ivar Kyykoski, detto Iivari (16 febbraio 1881 – 8 dicembre 1959), è stato un ginnasta finlandese.

## Palmarès

### Olimpiadi
- Bronzo a Londra 1908 nel concorso a squadre.